# Alpiner Skiweltcup 2012/13
Die Saison 2012/13 des von der FIS veranstalteten Alpinen Skiweltcups begann am 27. Oktober 2012 auf dem Rettenbachferner in Sölden und endete am 17. März 2013 anlässlich des Weltcupfinales in Lenzerheide.
Bei den Herren waren 36 Rennen geplant (9 Abfahrten, 6 Super-G, 8 Riesenslaloms, 9 Slaloms, 2 (Super-)Kombinationen und 2 Parallelslaloms). Bei den Damen sollten 37 Rennen ausgetragen werden (8 Abfahrten, 7 Super-G, 9 Riesenslaloms, 9 Slaloms, 2 Super-Kombinationen und 2 Parallelslaloms). Je zwei Rennen konnten nicht wie geplant durchgeführt werden.
Am Ende der Saison fand ein Mannschaftswettbewerb statt. Die Parallelslaloms wurden unter der Bezeichnung City Event im Münchner Olympiapark sowie in Moskau ausgetragen. Das Ergebnis zählte für den Gesamtweltcup und den Slalomweltcup.
Höhepunkt der Saison waren die Alpinen Skiweltmeisterschaften vom 4. bis 17. Februar 2013 in Schladming, deren Ergebnisse jedoch nicht für den Weltcup zählen.

## Weltcupwertungen

### Gesamt
| Rang | Name                     | Punkte |
| ---- | ------------------------ | ------ |
| 01.  | Marcel Hirscher          | 1535   |
| 02.  | Aksel Lund Svindal       | 1226   |
| 03.  | Ted Ligety               | 1022   |
| 04.  | Felix Neureuther         | 0948   |
| 05.  | Ivica Kostelić           | 0900   |
| 06.  | Alexis Pinturault        | 0790   |
| 07.  | Manfred Mölgg            | 0636   |
| 08.  | Hannes Reichelt          | 0595   |
| 09.  | André Myhrer             | 0575   |
| 10.  | Christof Innerhofer      | 0522   |
| 11.  | Fritz Dopfer             | 0490   |
| 12.  | Klaus Kröll              | 0485   |
| 13.  | Kjetil Jansrud           | 0473   |
| 14.  | Dominik Paris            | 0462   |
| 15.  | Adrien Théaux            | 0443   |
| 16.  | Werner Heel              | 0408   |
| 17.  | Matthias Mayer           | 0382   |
| 18.  | Erik Guay                | 0378   |
| 19.  | Georg Streitberger       | 0356   |
| 20.  | Benjamin Raich           | 0344   |
| 21.  | Mario Matt               | 0309   |
| 22.  | Steve Missillier         | 0303   |
| 23.  | Johan Clarey             | 0282   |
| 24.  | Joachim Puchner          | 0278   |
| 25.  | Jens Byggmark            | 0274   |
| 26.  | Max Franz                | 0269   |
| 27.  | Romed Baumann            | 0256   |
| 27.  | Matteo Marsaglia         | 0256   |
| 29.  | Thomas Fanara            | 0236   |
| 30.  | Didier Défago            | 0217   |
| 31.  | Thomas Mermillod Blondin | 0203   |
| 32.  | Mattias Hargin           | 0200   |
| 33.  | Reinfried Herbst         | 0197   |
| 33.  | Marcus Sandell           | 0197   |
| 35.  | Jan Hudec                | 0195   |
| 36.  | Stefano Gross            | 0188   |
| 37.  | Manfred Pranger          | 0187   |
| 38.  | Peter Fill               | 0180   |
| 39.  | Philipp Schörghofer      | 0176   |
| 40.  | Davide Simoncelli        | 0173   |
| 41.  | Andreas Romar            | 0170   |
| 42.  | Markus Larsson           | 0167   |
| 43.  | Manuel Osborne-Paradis   | 0165   |
| 43.  | Christoph Nösig          | 0165   |
| 45.  | Giuliano Razzoli         | 0162   |
| 46.  | Patrick Thaler           | 0160   |
| 46.  | Massimiliano Blardone    | 0160   |
| 48.  | Carlo Janka              | 0157   |

| Rang | Name                   | Punkte |
| ---- | ---------------------- | ------ |
| 49.  | Siegmar Klotz          | 150    |
| 50.  | David Poisson          | 149    |
| 51.  | Leif Kristian Haugen   | 145    |
| 52.  | Naoki Yuasa            | 143    |
| 53.  | Florian Scheiber       | 142    |
| 54.  | Rok Perko              | 138    |
| 55.  | Marco Sullivan         | 134    |
| 56.  | Patrick Küng           | 131    |
| 57.  | Travis Ganong          | 121    |
| 57.  | Marcel Mathis          | 121    |
| 59.  | Steven Nyman           | 112    |
| 60.  | Henrik Kristoffersen   | 111    |
| 61.  | Roberto Nani           | 107    |
| 61.  | Andrej Šporn           | 107    |
| 63.  | David Chodounsky       | 105    |
| 64.  | Gauthier de Tessières  | 102    |
| 65.  | Stefan Luitz           | 100    |
| 66.  | Guillermo Fayed        | 099    |
| 67.  | Victor Muffat-Jeandet  | 093    |
| 67.  | Florian Eisath         | 093    |
| 69.  | Jean-Baptiste Grange   | 092    |
| 70.  | Silvano Varettoni      | 089    |
| 71.  | Cyprien Richard        | 088    |
| 72.  | Markus Vogel           | 082    |
| 73.  | Cristian Deville       | 081    |
| 73.  | Alexander Choroschilow | 081    |
| 75.  | Silvan Zurbriggen      | 079    |
| 76.  | Brice Roger            | 077    |
| 77.  | Benjamin Thomsen       | 072    |
| 78.  | Mathieu Faivre         | 071    |
| 79.  | Matts Olsson           | 069    |
| 80.  | Wolfgang Hörl          | 060    |
| 81.  | Axel Bäck              | 056    |
| 82.  | Tim Jitloff            | 052    |
| 83.  | Manuel Feller          | 049    |
| 83.  | Adam Žampa             | 049    |
| 85.  | Sandro Viletta         | 048    |
| 86.  | Mitja Valenčič         | 047    |
| 87.  | Tobias Stechert        | 046    |
| 87.  | Kryštof Krýzl          | 046    |
| 89.  | Stephan Keppler        | 042    |
| 89.  | Marc Berthod           | 042    |
| 89.  | Johannes Kröll         | 042    |
| 92.  | Marc Gini              | 040    |
| 93.  | Michael Janyk          | 039    |
| 94.  | Steven Théolier        | 037    |
| 94.  | Luca Aerni             | 037    |
| 96.  | Marvin van Heek        | 032    |

| Rang | Name                | Punkte |
| ---- | ------------------- | ------ |
| 97.  | Josef Ferstl        | 31     |
| 98.  | Santeri Paloniemi   | 30     |
| 99.  | Maciej Bydliński    | 29     |
| 100. | Maxence Muzaton     | 27     |
| 101. | Philipp Schmid      | 26     |
| 101. | Andrew Weibrecht    | 26     |
| 103. | Truls Ove Karlsen   | 24     |
| 103. | Luca De Aliprandini | 24     |
| 103. | Gino Caviezel       | 24     |
| 106. | Ryan Cochran-Siegle | 23     |
| 107. | Frederic Berthold   | 22     |
| 107. | Akira Sasaki        | 22     |
| 109. | Truls Johansen      | 20     |
| 110. | Thomas Biesemeyer   | 19     |
| 110. | Ramon Zenhäusern    | 19     |
| 110. | Otmar Striedinger   | 19     |
| 113. | Klemen Kosi         | 18     |
| 113. | John Kucera         | 18     |
| 115. | Will Brandenburg    | 16     |
| 115. | Benedikt Staubitzer | 16     |
| 117. | Yannick Bertrand    | 15     |
| 117. | Sébastien Pichot    | 15     |
| 117. | Alexandre Bouillot  | 15     |
| 120. | Vitus Lüönd         | 14     |
| 120. | Jean-Philippe Roy   | 14     |
| 120. | Iver Bjerkestrand   | 14     |
| 120. | Boštjan Kline       | 14     |
| 120. | Andreas Sander      | 14     |
| 125. | Gabriel Rivas       | 13     |
| 126. | Riccardo Tonetti    | 12     |
| 126. | Janez Jazbec        | 12     |
| 126. | Dustin Cook         | 12     |
| 129. | Philipp Zepnik      | 10     |
| 129. | Andrej Jerman       | 10     |
| 131. | Nicolas Thoule      | 09     |
| 131. | Douglas Hedin       | 09     |
| 133. | Robby Kelley        | 08     |
| 133. | Manuel Pleisch      | 08     |
| 133. | Elia Zurbriggen     | 08     |
| 136. | Tommy Ford          | 05     |
| 136. | Sergei Maitakow     | 05     |
| 136. | Dave Ryding         | 05     |
| 139. | Nils Mani           | 04     |
| 139. | Brennan Rubie       | 04     |
| 141. | Reto Schmidiger     | 03     |
| 141. | Conrad Pridy        | 03     |
| 143. | Tobias Grünenfelder | 02     |
| 144. | Jared Goldberg      | 01     |

| Rang | Name                    | Punkte |
| ---- | ----------------------- | ------ |
| 01.  | Tina Maze               | 2414   |
| 02.  | Maria Höfl-Riesch       | 1101   |
| 03.  | Anna Fenninger          | 1029   |
| 04.  | Julia Mancuso           | 0867   |
| 05.  | Mikaela Shiffrin        | 0822   |
| 06.  | Viktoria Rebensburg     | 0787   |
| 07.  | Kathrin Zettel          | 0759   |
| 08.  | Lindsey Vonn            | 0740   |
| 09.  | Lara Gut                | 0662   |
| 10.  | Frida Hansdotter        | 0615   |
| 11.  | Tessa Worley            | 0512   |
| 12.  | Veronika Velez-Zuzulová | 0500   |
| 13.  | Tanja Poutiainen        | 0460   |
| 14.  | Michaela Kirchgasser    | 0448   |
| 15.  | Dominique Gisin         | 0435   |
| 16.  | Nicole Hosp             | 0423   |
| 17.  | Maria Pietilä Holmner   | 0406   |
| 18.  | Tina Weirather          | 0395   |
| 19.  | Elisabeth Görgl         | 0381   |
| 20.  | Wendy Holdener          | 0359   |
| 21.  | Marie-Michèle Gagnon    | 0349   |
| 22.  | Irene Curtoni           | 0323   |
| 22.  | Carolina Ruiz Castillo  | 0323   |
| 24.  | Lena Dürr               | 0314   |
| 25.  | Leanne Smith            | 0310   |
| 26.  | Laurenne Ross           | 0292   |
| 27.  | Marion Rolland          | 0273   |
| 28.  | Marie Marchand-Arvier   | 0269   |
| 28.  | Fabienne Suter          | 0269   |
| 30.  | Daniela Merighetti      | 0266   |
| 31.  | Stacey Cook             | 0264   |
| 32.  | Bernadette Schild       | 0263   |
| 33.  | Regina Sterz            | 0261   |
| 34.  | Jessica Lindell-Vikarby | 0251   |
| 35.  | Stefanie Köhle          | 0236   |
| 36.  | Fränzi Aufdenblatten    | 0219   |
| 37.  | Nadia Fanchini          | 0215   |
| 38.  | Elena Curtoni           | 0212   |
| 39.  | Stefanie Moser          | 0209   |

| Rang | Name                    | Punkte |
| ---- | ----------------------- | ------ |
| 40.  | Erin Mielzynski         | 203    |
| 41.  | Alice McKennis          | 198    |
| 42.  | Veronique Hronek        | 192    |
| 43.  | Nathalie Eklund         | 180    |
| 43.  | Nadja Kamer             | 180    |
| 45.  | Nicole Schmidhofer      | 172    |
| 46.  | Eva-Maria Brem          | 170    |
| 47.  | Anémone Marmottan       | 162    |
| 48.  | Anne-Sophie Barthet     | 157    |
| 49.  | Lotte Smiseth Sejersted | 156    |
| 50.  | Therese Borssén         | 150    |
| 51.  | Marianne Abderhalden    | 148    |
| 52.  | Carmen Thalmann         | 134    |
| 53.  | Christina Geiger        | 127    |
| 53.  | Laurie Mougel           | 127    |
| 53.  | Šárka Záhrobská         | 127    |
| 53.  | Anna Swenn-Larsson      | 127    |
| 57.  | Marlies Schild          | 125    |
| 58.  | Nina Løseth             | 124    |
| 59.  | Ilka Štuhec             | 115    |
| 60.  | Andrea Fischbacher      | 109    |
| 60.  | Denise Karbon           | 109    |
| 62.  | Elena Fanchini          | 106    |
| 63.  | Ana Drev                | 104    |
| 64.  | Alexandra Daum          | 100    |
| 65.  | Verena Stuffer          | 095    |
| 66.  | Taïna Barioz            | 091    |
| 67.  | Brittany Phelan         | 080    |
| 68.  | Lisa Magdalena Agerer   | 078    |
| 69.  | Chiara Costazza         | 074    |
| 70.  | Nastasia Noens          | 072    |
| 71.  | Francesca Marsaglia     | 069    |
| 72.  | Manuela Mölgg           | 066    |
| 73.  | Marie-Pier Préfontaine  | 060    |
| 74.  | Gina Stechert           | 058    |
| 75.  | Marion Bertrand         | 053    |
| 76.  | Camilla Borsotti        | 050    |
| 77.  | Resi Stiegler           | 044    |
| 78.  | Emelie Wikström         | 043    |

| Rang | Name                | Punkte |
| ---- | ------------------- | ------ |
| 079. | Michelle Gisin      | 39     |
| 080. | Sara Hector         | 38     |
| 081. | Sandrine Aubert     | 36     |
| 081. | Elli Terwiel        | 36     |
| 083. | Fanny Chmelar       | 33     |
| 084. | Cornelia Hütter     | 32     |
| 084. | Ragnhild Mowinckel  | 32     |
| 086. | Mirena Küng         | 31     |
| 087. | Margot Bailet       | 30     |
| 088. | Margret Altacher    | 29     |
| 089. | Jessica Depauli     | 28     |
| 090. | Edit Miklós         | 26     |
| 091. | Michela Azzola      | 24     |
| 091. | Petra Vlhová        | 24     |
| 093. | Andrea Dettling     | 22     |
| 093. | Susanne Weinbuchner | 22     |
| 095. | Barbara Wirth       | 21     |
| 096. | Veronika Staber     | 17     |
| 097. | Vanja Brodnik       | 16     |
| 097. | Anna Goodman        | 16     |
| 099. | Jana Gantnerová     | 15     |
| 099. | Simona Hösl         | 15     |
| 099. | Anna Sorokina       | 15     |
| 102. | Kajsa Kling         | 14     |
| 103. | Federica Brignone   | 13     |
| 104. | Chemmy Alcott       | 11     |
| 105. | Emiko Kiyosawa      | 10     |
| 105. | Mona Løseth         | 10     |
| 107. | Sabrina Fanchini    | 09     |
| 107. | Marine Gauthier     | 09     |
| 109. | Andrea Filser       | 08     |
| 109. | Emi Hasegawa        | 08     |
| 111. | Adeline Baud        | 06     |
| 111. | Tamara Tippler      | 06     |
| 111. | Larisa Yurkiw       | 06     |
| 114. | Maruša Ferk         | 05     |
| 115. | Enrica Cipriani     | 03     |
| 115. | Klára Křížová       | 03     |

### Abfahrt
| Rang | Athlet                 | Punkte |
| ---- | ---------------------- | ------ |
| 1    | Aksel Lund Svindal     | 439    |
| 2    | Klaus Kröll            | 381    |
| 3    | Dominik Paris          | 378    |
| 4    | Christof Innerhofer    | 370    |
| 5    | Hannes Reichelt        | 290    |
| 6    | Erik Guay              | 267    |
| 7    | Adrien Théaux          | 232    |
| 8    | Georg Streitberger     | 205    |
| 9    | Max Franz              | 201    |
| 10   | Kjetil Jansrud         | 184    |
| 10   | Werner Heel            | 184    |
| 12   | Johan Clarey           | 174    |
| 13   | Manuel Osborne-Paradis | 143    |
| 14   | Marco Sullivan         | 134    |
| 15   | David Poisson          | 128    |
| 16   | Rok Perko              | 120    |
| 17   | Romed Baumann          | 119    |
| 18   | Joachim Puchner        | 114    |
| 18   | Travis Ganong          | 114    |
| 20   | Steven Nyman           | 105    |
| 21   | Jan Hudec              | 103    |
| 22   | Florian Scheiber       | 102    |
| 23   | Andrej Šporn           | 99     |
| 24   | Peter Fill             | 96     |
| 25   | Matthias Mayer         | 92     |

| Rang | Athletin               | Punkte |
| ---- | ---------------------- | ------ |
| 1    | Lindsey Vonn           | 340    |
| 2    | Tina Maze              | 339    |
| 3    | Maria Höfl-Riesch      | 272    |
| 4    | Stacey Cook            | 244    |
| 5    | Lara Gut               | 228    |
| 6    | Tina Weirather         | 224    |
| 7    | Daniela Merighetti     | 216    |
| 8    | Anna Fenninger         | 209    |
| 9    | Julia Mancuso          | 202    |
| 10   | Alice McKennis         | 1198   |
| 11   | Marion Rolland         | 196    |
| 12   | Leanne Smith           | 180    |
| 12   | Nadja Kamer            | 180    |
| 14   | Marie Marchand-Arvier  | 178    |
| 15   | Carolina Ruiz Castillo | 169    |
| 16   | Laurenne Ross          | 166    |
| 17   | Regina Sterz           | 162    |
| 18   | Stefanie Moser         | 147    |
| 19   | Dominique Gisin        | 127    |
| 20   | Fränzi Aufdenblatten   | 121    |
| 21   | Marianne Abderhalden   | 116    |
| 22   | Elena Fanchini         | 100    |
| 23   | Viktoria Rebensburg    | 90     |
| 24   | Elisabeth Görgl        | 84     |
| 25   | Fabienne Suter         | 64     |

### Super-G
| Rang | Athlet                   | Punkte |
| ---- | ------------------------ | ------ |
| 1    | Aksel Lund Svindal       | 480    |
| 2    | Matteo Marsaglia         | 249    |
| 3    | Matthias Mayer           | 228    |
| 4    | Werner Heel              | 224    |
| 5    | Adrien Théaux            | 191    |
| 6    | Hannes Reichelt          | 161    |
| 7    | Ted Ligety               | 159    |
| 8    | Kjetil Jansrud           | 154    |
| 8    | Joachim Puchner          |        |
| 10   | Georg Streitberger       | 151    |
| 11   | Erik Guay                | 111    |
| 12   | Johan Clarey             | 108    |
| 13   | Christof Innerhofer      | 107    |
| 14   | Klaus Kröll              | 104    |
| 15   | Jan Hudec                | 92     |
| 16   | Siegmar Klotz            | 74     |
| 17   | Peter Fill               | 70     |
| 18   | Max Franz                | 68     |
| 19   | Andreas Romar            | 58     |
| 20   | Romed Baumann            | 53     |
| 21   | Gauthier de Tessières    | 47     |
| 22   | Thomas Mermillod Blondin | 46     |
| 23   | Dominik Paris            | 44     |
| 24   | Patrick Küng             | 43     |
| 25   | Florian Scheiber         | 37     |

| Rang | Athletin               | Punkte |
| ---- | ---------------------- | ------ |
| 1    | Tina Maze              | 420    |
| 2    | Julia Mancuso          | 365    |
| 3    | Anna Fenninger         | 304    |
| 4    | Lindsey Vonn           | 286    |
| 5    | Maria Höfl-Riesch      | 251    |
| 6    | Viktoria Rebensburg    | 246    |
| 7    | Fabienne Suter         | 195    |
| 8    | Nicole Schmidhofer     | 149    |
| 9    | Tina Weirather         | 147    |
| 10   | Lara Gut               | 144    |
| 11   | Carolina Ruiz Castillo | 128    |
| 12   | Leanne Smith           | 125    |
| 13   | Laurenne Ross          | 104    |
| 14   | Elisabeth Görgl        | 101    |
| 15   | Dominique Gisin        | 99     |
| 15   | Regina Sterz           | 99     |
| 17   | Fränzi Aufdenblatten   | 98     |
| 18   | Veronique Hronek       | 97     |
| 19   | Elena Curtoni          | 91     |
| 20   | Nicole Hosp            | 88     |
| 21   | Andrea Fischbacher     | 81     |
| 22   | Tessa Worley           | 80     |
| 23   | Marion Rolland         | 77     |
| 24   | Marie Marchand-Arvier  | 71     |
| 25   | Stefanie Köhle         | 66     |

### Riesenslalom
| Rang | Athlet                | Punkte |
| ---- | --------------------- | ------ |
| 1    | Ted Ligety            | 720    |
| 2    | Marcel Hirscher       | 575    |
| 3    | Alexis Pinturault     | 326    |
| 4    | Manfred Mölgg         | 301    |
| 5    | Thomas Fanara         | 236    |
| 6    | Felix Neureuther      | 232    |
| 7    | Aksel Lund Svindal    | 229    |
| 8    | Marcus Sandell        | 197    |
| 9    | Fritz Dopfer          | 182    |
| 10   | Philipp Schörghofer   | 176    |
| 11   | Davide Simoncelli     | 173    |
| 12   | Christoph Nösig       | 165    |
| 13   | Massimiliano Blardone | 160    |
| 14   | Ivica Kostelić        | 140    |
| 15   | Steve Missillier      | 132    |
| 16   | Benjamin Raich        | 127    |
| 17   | Hannes Reichelt       | 122    |
| 18   | Marcel Mathis         | 121    |
| 19   | Didier Défago         | 110    |
| 20   | Stefan Luitz          | 100    |
| 21   | Kjetil Jansrud        | 95     |
| 22   | Florian Eisath        | 93     |
| 23   | Cyprien Richard       | 88     |
| 24   | Leif Kristian Haugen  | 84     |
| 25   | Mathieu Faivre        | 71     |

| Rang | Athletin                | Punkte |
| ---- | ----------------------- | ------ |
| 1    | Tina Maze               | 800    |
| 2    | Anna Fenninger          | 480    |
| 3    | Viktoria Rebensburg     | 411    |
| 4    | Tessa Worley            | 383    |
| 5    | Kathrin Zettel          | 382    |
| 6    | Maria Höfl-Riesch       | 213    |
| 6    | Lara Gut                | 213    |
| 8    | Jessica Lindell-Vikarby | 201    |
| 9    | Irene Curtoni           | 193    |
| 10   | Dominique Gisin         | 190    |
| 11   | Julia Mancuso           | 186    |
| 12   | Frida Hansdotter        | 180    |
| 13   | Stefanie Köhle          | 170    |
| 13   | Eva-Maria Brem          | 170    |
| 15   | Elisabeth Görgl         | 160    |
| 16   | Michaela Kirchgasser    | 153    |
| 17   | Nadia Fanchini          | 144    |
| 18   | Anémone Marmottan       | 139    |
| 19   | Mikaela Shiffrin        | 134    |
| 20   | Lindsey Vonn            | 114    |
| 21   | Denise Karbon           | 109    |
| 22   | Tanja Poutiainen        | 106    |
| 23   | Marie-Michèle Gagnon    | 104    |
| 23   | Ana Drev                | 104    |
| 25   | Taïna Barioz            | 89     |

### Slalom
| Rang | Athlet               | Punkte |
| ---- | -------------------- | ------ |
| 1    | Marcel Hirscher      | 960    |
| 2    | Felix Neureuther     | 716    |
| 3    | Ivica Kostelić       | 535    |
| 4    | André Myhrer         | 532    |
| 5    | Manfred Mölgg        | 335    |
| 6    | Mario Matt           | 309    |
| 7    | Fritz Dopfer         | 308    |
| 8    | Jens Byggmark        | 274    |
| 9    | Alexis Pinturault    | 264    |
| 10   | Mattias Hargin       | 200    |
| 11   | Reinfried Herbst     | 197    |
| 12   | Stefano Gross        | 188    |
| 13   | Manfred Pranger      | 187    |
| 14   | Steve Missillier     | 171    |
| 15   | Markus Larsson       | 167    |
| 16   | Giuliano Razzoli     | 162    |
| 17   | Patrick Thaler       | 160    |
| 18   | Benjamin Raich       | 150    |
| 19   | Ted Ligety           | 143    |
| 19   | Naoki Yuasa          | 143    |
| 21   | David Chodounsky     | 105    |
| 22   | Henrik Kristoffersen | 98     |
| 23   | Jean-Baptiste Grange | 92     |
| 24   | Markus Vogel         | 82     |
| 25   | Cristian Deville     | 81     |

| Rang | Athletin                | Punkte |
| ---- | ----------------------- | ------ |
| 1    | Mikaela Shiffrin        | 688    |
| 2    | Tina Maze               | 655    |
| 3    | Veronika Velez-Zuzulová | 500    |
| 4    | Frida Hansdotter        | 435    |
| 5    | Tanja Poutiainen        | 354    |
| 6    | Wendy Holdener          | 334    |
| 7    | Maria Pietilä Holmner   | 330    |
| 8    | Kathrin Zettel          | 317    |
| 9    | Maria Höfl-Riesch       | 315    |
| 10   | Bernadette Schild       | 263    |
| 11   | Lena Dürr               | 216    |
| 12   | Michaela Kirchgasser    | 206    |
| 13   | Erin Mielzynski         | 203    |
| 14   | Nathalie Eklund         | 180    |
| 15   | Nicole Hosp             | 175    |
| 16   | Therese Borssén         | 150    |
| 17   | Marie-Michèle Gagnon    | 143    |
| 18   | Carmen Thalmann         | 134    |
| 19   | Irene Curtoni           | 130    |
| 20   | Christina Geiger        | 127    |
| 20   | Laurie Mougel           | 127    |
| 20   | Anna Swenn-Larsson      | 127    |
| 20   | Šárka Záhrobská         | 127    |
| 24   | Nina Løseth             | 115    |
| 25   | Alexandra Daum          | 100    |

### Kombination
| Rang | Athlet                   | Punkte |
| ---- | ------------------------ | ------ |
| 1    | Ivica Kostelić           | 180    |
| 1    | Alexis Pinturault        | 180    |
| 3    | Thomas Mermillod Blondin | 96     |
| 4    | Carlo Janka              | 86     |
| 5    | Aksel Lund Svindal       | 63     |
| 6    | Romed Baumann            | 59     |
| 7    | Andreas Romar            | 56     |
| 8    | Benjamin Raich           | 50     |
| 9    | Matthias Mayer           | 47     |
| 10   | Christof Innerhofer      | 45     |
| 11   | Kjetil Jansrud           | 40     |
| 11   | Dominik Paris            | 40     |
| 13   | Marc Berthod             | 32     |
| 14   | Maciej Bydliński         | 29     |
| 14   | Sandro Viletta           | 29     |
| 16   | Siegmar Klotz            | 26     |
| 17   | Hannes Reichelt          | 22     |
| 18   | Adrien Théaux            | 20     |
| 19   | Klemen Kosi              | 18     |
| 20   | Sébastien Pichot         | 15     |
| 21   | Peter Fill               | 14     |
| 22   | Victor Muffat-Jeandet    | 13     |
| 23   | Silvan Zurbriggen        | 12     |
| 24   | Joachim Puchner          | 10     |
| 25   | Brice Roger              | 8      |

| Rang | Athletin                | Punkte |
| ---- | ----------------------- | ------ |
| 1    | Tina Maze               | 200    |
| 2    | Nicole Hosp             | 160    |
| 3    | Michaela Kirchgasser    | 89     |
| 4    | Lara Gut                | 77     |
| 4    | Marie-Michèle Gagnon    | 77     |
| 6    | Julia Mancuso           | 74     |
| 7    | Elena Curtoni           | 62     |
| 8    | Kathrin Zettel          | 60     |
| 9    | Maria Höfl-Riesch       | 50     |
| 10   | Lena Dürr               | 40     |
| 10   | Veronique Hronek        | 40     |
| 12   | Lotte Smiseth Sejersted | 39     |
| 13   | Anna Fenninger          | 36     |
| 13   | Elisabeth Görgl         | 36     |
| 15   | Ilka Štuhec             | 33     |
| 16   | Francesca Marsaglia     | 27     |
| 17   | Margot Bailet           | 26     |
| 18   | Marianne Abderhalden    | 24     |
| 19   | Camilla Borsotti        | 23     |
| 20   | Laurenne Ross           | 22     |
| 21   | Marie Marchand-Arvier   | 20     |
| 21   | Anne-Sophie Barthet     | 20     |
| 23   | Margret Altacher        | 19     |
| 24   | Dominique Gisin         | 18     |
| 25   | Tessa Worley            | 16     |

## Podestplatzierungen Herren

### Abfahrt
| Datum      | Ort                          | 1. Platz                         | 2. Platz                         | 3. Platz                         |
| ---------- | ---------------------------- | -------------------------------- | -------------------------------- | -------------------------------- |
| 24.11.2012 | Lake Louise (CAN)            | Aksel Lund Svindal               | Max Franz                        | Klaus Kröll Marco Sullivan       |
| 30.11.2012 | Beaver Creek (USA)           | Christof Innerhofer              | Aksel Lund Svindal               | Kjetil Jansrud                   |
| 15.12.2012 | Gröden (ITA)                 | Steven Nyman                     | Rok Perko                        | Erik Guay                        |
| 29.12.2012 | Bormio (ITA)                 | Hannes Reichelt Dominik Paris    |                                  | Aksel Lund Svindal               |
| 19.01.2013 | Wengen (SUI)                 | Christof Innerhofer              | Klaus Kröll                      | Hannes Reichelt                  |
| 26.01.2013 | Kitzbühel (AUT)              | Dominik Paris                    | Erik Guay                        | Hannes Reichelt                  |
| 23.02.2013 | Garmisch-Partenkirchen (GER) | Christof Innerhofer              | Georg Streitberger               | Klaus Kröll                      |
| 02.03.2013 | Kvitfjell (NOR)              | Adrien Théaux                    | Aksel Lund Svindal               | Klaus Kröll                      |
| 13.03.2013 | Lenzerheide (SUI)            | Wegen Nebels ersatzlos abgesagt. | Wegen Nebels ersatzlos abgesagt. | Wegen Nebels ersatzlos abgesagt. |

### Super-G
| Datum      | Ort                | 1. Platz                                                                 | 2. Platz                                                                 | 3. Platz                                                                 |
| ---------- | ------------------ | ------------------------------------------------------------------------ | ------------------------------------------------------------------------ | ------------------------------------------------------------------------ |
| 25.11.2012 | Lake Louise (CAN)  | Aksel Lund Svindal                                                       | Adrien Théaux                                                            | Joachim Puchner                                                          |
| 01.12.2012 | Beaver Creek (USA) | Matteo Marsaglia                                                         | Aksel Lund Svindal                                                       | Hannes Reichelt                                                          |
| 14.12.2012 | Gröden (ITA)       | Aksel Lund Svindal                                                       | Matteo Marsaglia                                                         | Werner Heel                                                              |
| 25.01.2013 | Kitzbühel (AUT)    | Aksel Lund Svindal                                                       | Matthias Mayer                                                           | Christof Innerhofer                                                      |
| 03.03.2013 | Kvitfjell (NOR)    | Aksel Lund Svindal                                                       | Georg Streitberger                                                       | Werner Heel                                                              |
| 14.03.2013 | Lenzerheide (SUI)  | Wegen Nebels und starken Windes ersatzlos nach zehn Läufern abgebrochen. | Wegen Nebels und starken Windes ersatzlos nach zehn Läufern abgebrochen. | Wegen Nebels und starken Windes ersatzlos nach zehn Läufern abgebrochen. |

### Riesenslalom
| Datum      | Ort                          | 1. Platz          | 2. Platz        | 3. Platz          |
| ---------- | ---------------------------- | ----------------- | --------------- | ----------------- |
| 28.10.2012 | Sölden (AUT)                 | Ted Ligety        | Manfred Mölgg   | Marcel Hirscher   |
| 02.12.2012 | Beaver Creek (USA)           | Ted Ligety        | Marcel Hirscher | Davide Simoncelli |
| 09.12.2012 | Val-d’Isère (FRA)            | Marcel Hirscher   | Stefan Luitz    | Ted Ligety        |
| 16.12.2012 | Alta Badia (ITA)             | Ted Ligety        | Marcel Hirscher | Thomas Fanara     |
| 12.01.2013 | Adelboden (SUI)              | Ted Ligety        | Fritz Dopfer    | Felix Neureuther  |
| 24.02.2013 | Garmisch-Partenkirchen (GER) | Alexis Pinturault | Marcel Hirscher | Ted Ligety        |
| 09.03.2013 | Kranjska Gora (SLO)          | Ted Ligety        | Marcel Hirscher | Alexis Pinturault |
| 16.03.2013 | Lenzerheide (SUI)            | Ted Ligety        | Marcel Hirscher | Alexis Pinturault |

### Slalom
| Datum      | Ort                        | 1. Platz          | 2. Platz         | 3. Platz        |
| ---------- | -------------------------- | ----------------- | ---------------- | --------------- |
| 11.11.2012 | Levi (FIN)                 | André Myhrer      | Marcel Hirscher  | Jens Byggmark   |
| 08.12.2012 | Val-d’Isère (FRA)          | Alexis Pinturault | Felix Neureuther | Marcel Hirscher |
| 18.12.2012 | Madonna di Campiglio (ITA) | Marcel Hirscher   | Felix Neureuther | Naoki Yuasa     |
| 06.01.2013 | Zagreb (CRO)               | Marcel Hirscher   | André Myhrer     | Mario Matt      |
| 13.01.2013 | Adelboden (SUI)            | Marcel Hirscher   | Mario Matt       | Manfred Mölgg   |
| 20.01.2013 | Wengen (SUI)               | Felix Neureuther  | Marcel Hirscher  | Ivica Kostelić  |
| 27.01.2013 | Kitzbühel (AUT)            | Marcel Hirscher   | Felix Neureuther | Ivica Kostelić  |
| 10.03.2013 | Kranjska Gora (SLO)        | Ivica Kostelić    | Marcel Hirscher  | Mario Matt      |
| 17.03.2013 | Lenzerheide (SUI)          | Felix Neureuther  | Marcel Hirscher  | Ivica Kostelić  |

### Super-Kombination
| Datum      | Ort               | 1. Platz          | 2. Platz          | 3. Platz                 |
| ---------- | ----------------- | ----------------- | ----------------- | ------------------------ |
| 18.01.2013 | Wengen (SUI)      | Alexis Pinturault | Ivica Kostelić    | Carlo Janka              |
| 27.01.2013 | Kitzbühel (AUT) * | Ivica Kostelić    | Alexis Pinturault | Thomas Mermillod Blondin |

* „klassische“ Kombination

### City Event
Zählt für die Slalomwertung.
| Datum      | Ort           | 1. Platz         | 2. Platz        | 3. Platz          |
| ---------- | ------------- | ---------------- | --------------- | ----------------- |
| 01.01.2013 | München (GER) | Felix Neureuther | Marcel Hirscher | Alexis Pinturault |
| 29.01.2013 | Moskau (RUS)  | Marcel Hirscher  | André Myhrer    | Ivica Kostelić    |

## Podestplatzierungen Damen

### Abfahrt
| Datum      | Ort                          | 1. Platz                         | 2. Platz                         | 3. Platz                         |
| ---------- | ---------------------------- | -------------------------------- | -------------------------------- | -------------------------------- |
| 30.11.2012 | Lake Louise (CAN)            | Lindsey Vonn                     | Stacey Cook                      | Tina Weirather Maria Höfl-Riesch |
| 01.12.2012 | Lake Louise (CAN)            | Lindsey Vonn                     | Stacey Cook                      | Marianne Abderhalden             |
| 14.12.2012 | Val-d’Isère (FRA)            | Lara Gut                         | Leanne Smith                     | Nadja Kamer                      |
| 12.01.2013 | St. Anton am Arlberg (AUT)   | Alice McKennis                   | Daniela Merighetti               | Anna Fenninger                   |
| 19.01.2013 | Cortina d’Ampezzo (ITA)      | Lindsey Vonn                     | Tina Maze                        | Leanne Smith                     |
| 23.02.2013 | Méribel (FRA)                | Carolina Ruiz Castillo           | Maria Höfl-Riesch                | Marie Marchand-Arvier            |
| 02.03.2013 | Garmisch-Partenkirchen (GER) | Tina Maze                        | Laurenne Ross                    | Maria Höfl-Riesch                |
| 13.03.2013 | Lenzerheide (SUI)            | Wegen Nebels ersatzlos abgesagt. | Wegen Nebels ersatzlos abgesagt. | Wegen Nebels ersatzlos abgesagt. |

### Super-G
| Datum      | Ort                          | 1. Platz                                                                               | 2. Platz                                                                               | 3. Platz                                                                               |
| ---------- | ---------------------------- | -------------------------------------------------------------------------------------- | -------------------------------------------------------------------------------------- | -------------------------------------------------------------------------------------- |
| 02.12.2012 | Lake Louise (CAN)            | Lindsey Vonn                                                                           | Julia Mancuso                                                                          | Anna Fenninger                                                                         |
| 08.12.2012 | St. Moritz (SUI)             | Lindsey Vonn                                                                           | Tina Maze                                                                              | Julia Mancuso                                                                          |
| 15.12.2012 | Val-d’Isère (FRA)            | Wegen starken Schneefalls abgesagt. Ersatzrennen am 1. März in Garmisch-Partenkirchen. | Wegen starken Schneefalls abgesagt. Ersatzrennen am 1. März in Garmisch-Partenkirchen. | Wegen starken Schneefalls abgesagt. Ersatzrennen am 1. März in Garmisch-Partenkirchen. |
| 13.01.2013 | St. Anton am Arlberg (AUT)   | Tina Maze                                                                              | Anna Fenninger                                                                         | Fabienne Suter                                                                         |
| 20.01.2013 | Cortina d’Ampezzo (ITA)      | Viktoria Rebensburg                                                                    | Nicole Schmidhofer                                                                     | Tina Maze                                                                              |
| 01.03.2013 | Garmisch-Partenkirchen (GER) | Tina Weirather                                                                         | Tina Maze Julia Mancuso                                                                |                                                                                        |
| 03.03.2013 | Garmisch-Partenkirchen (GER) | Anna Fenninger                                                                         | Maria Höfl-Riesch                                                                      | Julia Mancuso                                                                          |
| 14.03.2013 | Lenzerheide (SUI)            | Wegen Nebels und starkem Wind ersatzlos abgesagt.                                      | Wegen Nebels und starkem Wind ersatzlos abgesagt.                                      | Wegen Nebels und starkem Wind ersatzlos abgesagt.                                      |

### Riesenslalom
| Datum      | Ort                | 1. Platz            | 2. Platz            | 3. Platz            |
| ---------- | ------------------ | ------------------- | ------------------- | ------------------- |
| 27.10.2012 | Sölden (AUT)       | Tina Maze           | Kathrin Zettel      | Stefanie Köhle      |
| 24.11.2012 | Aspen (USA)        | Tina Maze           | Kathrin Zettel      | Viktoria Rebensburg |
| 09.12.2012 | St. Moritz (SUI)   | Tina Maze           | Viktoria Rebensburg | Tessa Worley        |
| 16.12.2012 | Courchevel (FRA)   | Tina Maze           | Kathrin Zettel      | Tessa Worley        |
| 19.12.2012 | Åre (SWE)          | Viktoria Rebensburg | Anna Fenninger      | Tina Maze           |
| 28.12.2012 | Semmering (AUT)    | Anna Fenninger      | Tina Maze           | Tessa Worley        |
| 26.01.2013 | Maribor (SLO)      | Lindsey Vonn        | Tina Maze           | Anna Fenninger      |
| 09.03.2013 | Ofterschwang (GER) | Anna Fenninger      | Tina Maze           | Viktoria Rebensburg |
| 17.03.2013 | Lenzerheide (SUI)  | Tina Maze           | Tessa Worley        | Lara Gut            |

### Slalom
| Datum      | Ort                | 1. Platz                | 2. Platz          | 3. Platz         |
| ---------- | ------------------ | ----------------------- | ----------------- | ---------------- |
| 10.11.2012 | Levi (FIN)         | Maria Höfl-Riesch       | Tanja Poutiainen  | Mikaela Shiffrin |
| 25.11.2012 | Aspen (USA)        | Kathrin Zettel          | Marlies Schild    | Tina Maze        |
| 20.12.2012 | Åre (SWE)          | Mikaela Shiffrin        | Frida Hansdotter  | Tina Maze        |
| 29.12.2012 | Semmering (AUT)    | Veronika Velez-Zuzulová | Kathrin Zettel    | Tina Maze        |
| 04.01.2013 | Zagreb (CRO)       | Mikaela Shiffrin        | Frida Hansdotter  | Erin Mielzynski  |
| 15.01.2013 | Flachau (AUT)      | Mikaela Shiffrin        | Frida Hansdotter  | Tanja Poutiainen |
| 27.01.2013 | Maribor (SLO)      | Tina Maze               | Frida Hansdotter  | Kathrin Zettel   |
| 10.03.2013 | Ofterschwang (GER) | Tina Maze               | Wendy Holdener    | Mikaela Shiffrin |
| 16.03.2013 | Lenzerheide (SUI)  | Mikaela Shiffrin        | Bernadette Schild | Tina Maze        |

### Super-Kombination
| Datum      | Ort              | 1. Platz  | 2. Platz    | 3. Platz             |
| ---------- | ---------------- | --------- | ----------- | -------------------- |
| 07.12.2012 | St. Moritz (SUI) | Tina Maze | Nicole Hosp | Kathrin Zettel       |
| 24.02.2013 | Méribel (FRA)    | Tina Maze | Nicole Hosp | Michaela Kirchgasser |

### City Event
Zählt für die Slalomwertung.
| Datum      | Ort           | 1. Platz                | 2. Platz                | 3. Platz             |
| ---------- | ------------- | ----------------------- | ----------------------- | -------------------- |
| 01.01.2013 | München (GER) | Veronika Velez-Zuzulová | Tina Maze               | Michaela Kirchgasser |
| 29.01.2013 | Moskau (RUS)  | Lena Dürr               | Veronika Velez-Zuzulová | Mikaela Shiffrin     |

## Teamwettbewerb
| Datum      | Ort               | 1. Platz                                                            | 2. Platz                                                                  | 3. Platz                                                               |
| ---------- | ----------------- | ------------------------------------------------------------------- | ------------------------------------------------------------------------- | ---------------------------------------------------------------------- |
| 15.03.2013 | Lenzerheide (SUI) | DeutschlandLena Dürr Veronique Hronek Fritz Dopfer Felix Neureuther | SchwedenFrida Hansdotter Maria Pietilä Holmner Jens Byggmark André Myhrer | ItalienElena Curtoni Daniela Merighetti Cristian Deville Stefano Gross |

## Nationencup
| Rang | Land                   | Punkte |
| ---- | ---------------------- | ------ |
| 1    | Österreich             | 11103  |
| 2    | Italien                | 5815   |
| 3    | Vereinigte Staaten     | 5185   |
| 4    | Frankreich             | 5076   |
| 5    | Deutschland            | 4818   |
| 6    | Schweden               | 3494   |
| 7    | Schweiz                | 3399   |
| 8    | Slowenien              | 3120   |
| 9    | Norwegen               | 2335   |
| 10   | Kanada                 | 1646   |
| 11   | Kroatien               | 900    |
| 12   | Finnland               | 857    |
| 13   | Slowakei               | 588    |
| 14   | Liechtenstein          | 395    |
| 15   | Spanien                | 323    |
| 16   | Japan                  | 183    |
| 17   | Tschechien             | 176    |
| 18   | Russland               | 101    |
| 19   | Niederlande            | 32     |
| 20   | Polen                  | 29     |
| 21   | Ungarn                 | 26     |
| 22   | Vereinigtes Königreich | 16     |

| Rang | Land                   | Punkte |
| ---- | ---------------------- | ------ |
| 1    | Österreich             | 6089   |
| 2    | Italien                | 3983   |
| 3    | Frankreich             | 3219   |
| 4    | Norwegen               | 2013   |
| 5    | Deutschland            | 1923   |
| 6    | Vereinigte Staaten     | 1648   |
| 7    | Schweden               | 1510   |
| 8    | Schweiz                | 975    |
| 9    | Kroatien               | 900    |
| 10   | Kanada                 | 896    |
| 11   | Slowenien              | 406    |
| 12   | Finnland               | 397    |
| 13   | Japan                  | 165    |
| 14   | Russland               | 86     |
| 15   | Slowakei               | 49     |
| 16   | Tschechien             | 46     |
| 17   | Niederlande            | 32     |
| 18   | Polen                  | 29     |
| 19   | Vereinigtes Königreich | 5      |

| Rang | Land                   | Punkte |
| ---- | ---------------------- | ------ |
| 1    | Österreich             | 5014   |
| 2    | Vereinigte Staaten     | 3537   |
| 3    | Deutschland            | 2895   |
| 4    | Slowenien              | 2714   |
| 5    | Schweiz                | 2424   |
| 6    | Schweden               | 1984   |
| 7    | Frankreich             | 1857   |
| 8    | Italien                | 1832   |
| 9    | Kanada                 | 750    |
| 10   | Slowakei               | 539    |
| 11   | Finnland               | 460    |
| 12   | Liechtenstein          | 395    |
| 13   | Spanien                | 323    |
| 14   | Norwegen               | 322    |
| 15   | Tschechien             | 130    |
| 16   | Ungarn                 | 26     |
| 17   | Japan                  | 18     |
| 18   | Russland               | 15     |
| 19   | Vereinigtes Königreich | 11     |

## Saisonverlauf

### Engstes Podium der Weltcupgeschichte in einer Herrenabfahrt
Bei der Abfahrt in Bormio am 29. Dezember gab es die knappste Entscheidung, als Dominik Paris und Hannes Reichelt gemeinsam den ersten Platz holten, Aksel Lund Svindal mit nur einer Hundertstelsekunde Rückstand auf Rang 3, aber auch der Viertplatzierte Klaus Kröll mit nur einer weiteren Hundertstelsekunde Rückstand auf Rang 4 klassiert waren.

### Verletzungen
- Lindsey Vonn konnte nicht nur den Rest der Saison, nach ihrem schweren Sturz im Super-G bei den Weltmeisterschaften, nicht mehr bestreiten, sie fiel auch für die kommende Saison aus.
- Akkurat der letzte Super-G der Saison brachte noch die Verletzung von Klaus Kröll: Das am 14. März mit Beginn 9.30 Uhr angesetzte Rennen war wegen Nebels, Schneefalls und böigem Wind erst nach mehreren Verschiebungen gestartet und auch dabei immer wieder unterbrochen worden; Kröll fuhr mit Nr. 10 und er wurde bei der schlechten Sicht nach einem Sprung in die Fangzäune geschleudert und zog sich einen Bruch des linken Oberarms zu. Danach wurde das Rennen (es war bereits 14.30 h) abgebrochen. Seitens des DSV und des ÖSV waren schon zuvor die Starts von Felix Neureuther bzw. Marcel Hirscher (sie hätten die Nummern 26 und 27 gehabt; Svindal die 21) zurückgezogen worden. Großteils herrschte die Meinung, dass der Start bei diesen Bedingungen gar nicht hätte erfolgen sollen. Kurios war auch der Umstand, dass die Jury mit dem Technischen Delegierten Gérard Vieville (FRA) den Läufern die Entscheidung zur Durchführung übertragen hatte, nachdem es bei den Trainern keine eindeutige Meinung gegeben hatte (So hatte die Jury nach dem Lauf der Nr. 1, Gauthier de Tessières, nach den Bedingungen gefragt, anstatt selbst über die Durchführung oder Absage zu entscheiden.[2]). Der eigentlich für 11.30 h geplante und durch die Umstände beim Herren-Rennen dementsprechend nach hinten verschobene Damen-Super-G wurde angesichts all der Vorkommnisse abgesagt.[3][4]

### Karriereende
| Herren - Daniel Albrecht - Noel Baxter - Stephan Görgl - Tobias Grünenfelder - Andrej Jerman - Truls Ove Karlsen - Lars Elton Myhre - Niklas Rainer - Jean-Philippe Roy - Rainer Schönfelder - Bernard Vajdič - Trevor White | Damen - Therese Borssén - Fanny Chmelar - Jessica Depauli - Nicole Gius - Kathrin Hölzl - Martina Schild - Kelly VanderBeek |